# Symphonistis bradleyella
Symphonistis bradleyella is een vlinder uit de familie van de snuitmotten (Pyralidae). De wetenschappelijke naam van deze soort werd voor het eerst geldig en officieel gepubliceerd in het jaar 1978 door Roesler.